# Voltago Agordino
Voltago Agordino – miejscowość i gmina we Włoszech, w regionie Wenecja Euganejska, w prowincji Belluno.
Według danych na styczeń 2009 gminę zamieszkiwało 950 osób przy gęstości zaludnienia 41,3 os./1 km².